# Особое конструкторское бюро космического приборостроения Азербайджана
Особое конструкторское бюро космического приборостроения - создано в 1976 году на базе НЦ "Каспий". В 1991 году введено в состав Национального аэрокосмического агентства Азербайджана.

## Деятельность
Конструкторское сопровождение научно-исследовательских, опытно-конструкторских работ проводимых в национальном аэрокосмическом агентстве в области авиации, космической техники и оборонной промышленности. Разработка на современной элементной базе устройств дистанционного измерения применяющихся в наземных аэрокосмических и военных средствах.Тематическая обработка космических снимков.

## Структурное подразделение
- Конструкторский отдел .
- Отдел стандартизации и метрологии.
- Отдел энергетики   и механики .
- Отдел  научно-технических разработок.
- Отдел научно-технического обслуживания приемного центра.
- Издательство.